# Test de Pépin
En matemàtiques, el  test de Pepin  és un test de primalitat que es pot emprar per determinar si un nombre de Fermat és primer. És una variant del test de Proth. El test rep el nom pel matemàtic francès P. Pepin.

## Descripció del test
Sigui {\displaystyle F_{n}=2^{2^{n}}+1} l' n -èsim nombre de Fermat. El test de Pepin estableix que per a cada  n > 0,
{\displaystyle F_{n}} és primer si i només si {\displaystyle 3^{(F_{n}-1)/2}\equiv -1{\pmod {F_{n}}}.}
L'expressió {\displaystyle 3^{(F_{n}-1)/2}} es pot avaluar mòdul {\displaystyle F_{n}} elevant-lo repetidament al quadrat. Això permet que el test tingui un temps d'execució polinòmic, és a dir, en principi es tracta d'un algorisme ràpid. No obstant això, els nombres de Fermat creixen tan ràpidament que només es poden avaluar uns pocs en un interval de temps raonable.
També poden emprar altres bases en lloc de 3, per exemple, 5, 6, 7 o 10.

## Demostració que el test funciona
Per a la demostració en un sentit, es parteix de la congruència
{\displaystyle 3^{(F_{n}-1)/2}\equiv -1{\pmod {F_{n}}}}.
Llavors, {\displaystyle 3^{F_{n}-1}\equiv 1{\pmod {F_{n}}}}, per tant, l'ordre multiplicador de mòdul 3 {\displaystyle F_{n}} divideix {\displaystyle F_{n}-1=2^{2^{n}}}, que és una potència de dos. D'altra banda, l'ordre no divideix {\displaystyle (F_{n}-1)/2}, per la qual cosa ha de ser igual a {\displaystyle F_{n}-1}. En particular, hi ha almenys {\displaystyle F_{n}-1} nombres menors que {\displaystyle F_{n}} que són coprimers amb {\displaystyle F_{n}}, i això només pot passar si {\displaystyle F_{n}} és primer.
Per l'altre sentit, suposem que {\displaystyle F_{n}} és primer. Pel criteri d'Euler,
{\displaystyle 3^{(F_{n}-1)/2}\equiv \left({\frac {3}{F_{n}}}\right){\pmod {F_{n}}}},
on {\displaystyle \left({\frac {3}{F_{n}}}\right)} és el símbol de Legendre. Elevant-lo al quadrat repetides vegades, trobem que {\displaystyle 2^{2^{n}}\equiv 1{\pmod {3}}}, per tant, {\displaystyle F_{n}\equiv 2{\pmod {3}}}, i {\displaystyle \left({\frac {F_{n}}{3}}\right)=-1}.
Com {\displaystyle F_{n}\equiv 1{\pmod {4}}}, vam concloure que {\displaystyle \left({\frac {3}{F_{n}}}\right)=-1} a causa de la llei de reciprocitat quadràtica.